# مارک استوارت
مارک استوارت (انگلیسی: Mark Stewart; ۱۰ اوت ۱۹۶۰ – ۲۱ آوریل ۲۰۲۳) خواننده و ترانه‌پرداز اهل بریتانیا بود. وی بین سال‌های ۱۹۷۷ تا ۲۰۲۳ میلادی فعالیت می‌کرد.